# Agrupación Sisu
El batallón Sisu fue una unidad de voluntarios extranjeros que sirvió en las Fuerzas Armadas de Finlandia durante la Segunda Guerra Mundial. 

## Origen
Cuando la Unión Soviética invadió Finlandia desatando la Guerra de Invierno en 1939, la indignación a nivel internacional fue enorme y la solidaridad hacia el pueblo finés extraordinaria. Así fue como un gran número de extranjeros viajó desde todas partes del mundo a la Península Escandinavia para enrolarse en el Ejército Finlandés formando el Batallón «Sisu».
Inicialmente el Gobierno de Heilsinki rechazó la admisión de voluntarios extranjeros en el Ejército Finlandés por miedo a extender de manera innecesaria la Segunda Guerra Mundial que ya estaba en marcha entre Alemania, Gran Bretaña y Francia. Sin embargo y contra todo pronóstico, la presión internacional fue tan manifiesta que finalmente el Parlamento (Eduskuntatalo) aprobó su incorporación el 9 de enero de 1940 con el nacimiento del Batallón «Sisu».

## Unidad de voluntarios extranjeros en Finlandia
El Batallón «Sisu» reunió a 1.250 voluntarios procedentes de 26 nacionalidades distintas al mando del capitán Bertil Walter Nordlund. El primer extranjero en ser admitido fue un canadiense, al que siguieron un grupo de diecisiete candidatos, entre ellos dos ingleses. El perfil de todos estos aspirantes procedía de regímenes filofascistas como la Hungría del Almirante Miklós Horthy que prestó 379 soldados del Destacamento Voluntario Húngaro; o de las democracias occidentales como Estados Unidos que envió 350 militares o Gran Bretaña con los 340 del Cuerpo Voluntario Británico. También hubo un considerable número de ciudadanos de países ocupados de la URSS como estonios, letones, lituanos o polacos; así como algunos idealistas belgas, holandeses, suizos, luxemburgueses o yugoslavos; sin obviar anticomunistas italianos, alemanes, austríacos y portugueses, además de dos franceses del movimiento fascista del Partido Popular Francés (uno era el político Jea Fontenay) y un sargento español de la Falange de las JONS que se apellidaba «Prado». Todo este personal fue agrupado en el Centro de Entrenamiento de Lapua, salvo un pequeño grupo de pilotos asignados a la Fuerza Aérea Finlandesa que fueron enviados al 2º Regimiento de Instrucción del Aire en la Base de Parola en Pori.
A comienzos de marzo de 1940, el Batallón «Sisu» fue desplegado en el centro de Finlandia, aunque su participación en la lucha contra el Ejército Rojo sería mínima porque sólo se produjeron algunos tiroteos y ataques aéreos que únicamente provocaron a la unidad dos muertos, entre estos un estadounidense y un británico. A los pocos días de su bautismo de fuego, el 13 de marzo de 1940, se anunció el fin de la Guerra de Invierno tras el Armisticio entre Finlandia y la URSS, aunque el Batallón «Sisu» no fue disuelto porque permaneció en Lapua como fuerza internacional de pacificación y observación con unos efectivos reducidos a los 34 hombres entre los que hubo diecinueve estadounidenses, cuatro húngaros, tres canadienses, tres belgas, un portugués, un austríaco, un estonio, un letón y un holandés.
El 27 de marzo de 1940 el mariscal Carl Gustaf Emil Mannerheim del Ejército Finlandés visitó al Batallón «Sisu» para agradecer en nombre de Finlandia su contribución desinteresada a la Guerra de Invierno. Finalmente a inicios de 1941, los últimos voluntarios del Batallón «Sisu» fueron repatriados a sus países, donde fueron recibidos como héroes nacionales.